# Liste der Monuments historiques in Saint-Georges-sur-l’Aa
Die Liste der Monuments historiques in Saint-Georges-sur-l’Aa führt die Monuments historiques in der französischen Gemeinde Saint-Georges-sur-l’Aa auf.

## Liste der Bauwerke
| Bezeichnung       | Beschreibung              | Standort | Kennzeichnung | Schutzstatus | Datum | Bild           |
| ----------------- | ------------------------- | -------- | ------------- | ------------ | ----- | -------------- |
| Kirche St-Georges | Erbaut im 11. Jahrhundert | (Lage)   | PA00107800    | Classé       | 1975  | weitere Bilder |

## Liste der Objekte
- Monuments historiques (Objekte) in Saint-Georges-sur-l’Aa in der Base Palissy des französischen Kultusministeriums